# ألفرد ويست
ألفرد ويست (بالإنجليزية: Alfred West)‏ هو لاعب اتحاد الرغبي نيوزيلندي، ولد في 6 مايو 1893 في Inglewood, New Zealand ‏ في نيوزيلندا، وتوفي في 7 يناير 1934 في Hāwera ‏ في نيوزيلندا.